# کاتارینا قایس
کاتارینا قایس (به آلمانی: Katharina Reiß) (متولد ۱۷ آوریل ۱۹۲۳ در مونیخ - درگذشته ۱۶ آوریل ۲۰۱۸) زبانشناس و کارشناس ترجمه  اهل آلمان بود.
آثار وی در حوزه نقد ترجمه حائز اهمیت بسیاری است.
او یکی از مدافعان نظریه اسکوپوس است.

## آثار
(با هانس ورمیر) Grundlegung einer allgemeinen Translationstheorie. Tübingen, Niemeyer, 1984.